# Метелёв, Олег Александрович
Метелёв Олег Александрович (род. 7 мая 1961, Киров, СССР) — российский актёр театра и кино, заслуженный артист России (2002).

## Биография
Метелёв Олег Александрович родился 7 мая 1961 год в Кирове, в семье водителя и работницы хлебозавода.
В 1982 году окончил Ярославский государственный театральный институт.
С 1982 года по 1992 год — актёр Ростовского театра юного зрителя, Новосибирского театра драмы «Красный факел», Куйбышевского театра драмы, Кировского драматического театра, Русского театра драмы (г. Майкоп), Каменск-Уральского театра драмы, Кировского театра юного зрителя.
С 1992 года по 2007 год — ведущий артист Краснодарского академического театра драмы.
С 2007 года по 2009 год работал в Санкт-Петербургском академическом театре комедии им. Н. П. Акимова.

## Семья
- Жена — Ирина Щукина, актриса
  - Сыновья — Данила и Прохор
    - Внук — Метелёв Никита Данилович

## Творчество

### Роли в театре

#### Краснодарского академического театра драмы
- «Бег» Михаил Булгаков — Голубков
- «Вишнёвый сад» Антон Чехов — Гаев
- «Евангелие от Воланда» (по роману «Мастер и Маргарита» Михаила Булгакова) — «Воланд»
- «Женитьба» Николай Гоголь — Подколёсин
- «Пигмалион» Бернард Шоу — Хиггинс
- «№ 13» Рэй Куни — Пигден
- «Ночной таксист» Рэй Куни — Поуни
- «Горе от ума» Александр Грибоедов — Фамусов
- «Маскарад» Михаил Лермонтов — Арбенин

#### Санкт-Петербургский академический театр комедии им. Н. П. Акимова
- «Сплошные неприятности» Мак Химен, Айра Левин — Полковник
- «Средство Макропулоса» Карел Чапек — барон Я. Пруст
- «Голодранцы и аристократы» Эдуардо Скарпетта[англ.] —  маркиз О. Фаветти
- «Влюбленные» Карло Гольдони — Роберто

### Озвучивание
- 2014 — «Раскалённый периметр»
- 2014 — «Русский характер»
- 2017 — «Казнить нельзя помиловать»
- 2017 — «Невский. Проверка на прочность»

### Роли в кино
| Год  | Фильм                            | Роль | Режиссёр                           |
| ---- | -------------------------------- | --- | ---------------------------------- |
| 2001 | Мужская работа                   | Командир арабских наёмников | Тигран Кеосаян                     |
| 2005 | Бухта Филиппа                    | Председатель лесничества | Алеко Цабадзе                      |
| 2007 | Морские дьяволы 2                | Депутат | Кирилл Капица                      |
| 2007 | Возвращение Турецкого            | Мэр | Олег Штром                         |
| 2008 | Слепой 3                         | Арсен | Александр Якимчук                  |
| 2008 | Ментовские войны 4               | Дмитрий Николаевич Никольский | Егор Абрасимов                     |
| 2008 | Улицы разбитых фонарей 4         | Павел Митрофанов | Николай Лукьянов                   |
| 2008 | Двое из ларца 2                  | Гена Котеньков | Игорь Мужжухин                     |
| 2009 | Жена по контракту                | Гость в студии | Виктор Шкуратов                    |
| 2009 | Дорожный патруль 2               | Акционер | Сергей Щербин                      |
| 2009 | Литейный 4 (2 сезон)             | Корецкий Леонид Маркович | Сергей Щербин                      |
| 2009 | Когда растаял снег               | Арсеньев Иван Филиппович | Сергей Басин                       |
| 2010 | Русский дубль                    | Свиридов Алексей Францевич | Сергей Щербин                      |
| 2010 | Одиночка                         | Сазон | Сергей Щербин                      |
| 2011 | Пётр Первый. Завещание           | Граф Головин Федор Алексеевич | Владимир Бортко                    |
| 2012 | Август. Восьмого                 | Генерал | Джаник Файзиев                     |
| 2012 | Кулинар                          | Полковник ФСБ Царёв Виктор Иванович | Андрей Иванов                      |
| 2012 | Военная разведка. Северный фронт | Всеволод Яковлев | Пётр Амелин                        |
| 2012 | Литейный 4 (7 сезон)             | Бандит «Миша Полтава» | Игорь Москвитин                    |
| 2012 | Всегда говори всегда 9           | Начальник полиции Топорков | Игорь Мужжухин                     |
| 2013 | Береговая охрана                 | Бандит «Лось» | Алексей Козлов                     |
| 2013 | Ментовские войны 7               | Борис Климов, подполковник полиции, начальник антикварного отдела                                                                                                 | Денис Скворцов                     |
| 2013 | Волчий остров                    | Митрохин Владимир Борисович | Алексей Шикин                      |
| 2013 | Тайны следствия 13               | Ценилов Виктор Борисович | Рената Грицкова                    |
| 2013 | Ковбои                           | Черепанов О. О. начальник отдела полиции | Станислав Титоренко                |
| 2013 | Берег надежды                    | Боцман | Александр Кананович                |
| 2013 | Семейные обстоятельства          | Белов | Сергей Мезенцев                    |
| 2013 | Ты заплатишь за всё              | Адвокат Михаила | Дмитрий Сорокин                    |
| 2014 | Море по колено                   | Врач (нотариус) | Андрей Ушатинский                  |
| 2014 | Чужой                            | Давыденко старший | Егор Абрасимов                     |
| 2014 | Ладога                           | Связной | Александр Велединский              |
| 2014 | Морские дьяволы. Смерч-2         | Щукин | Александра Бутько                  |
| 2014 | Дикий 4                          | Ведерников Пётр Павлович | Артём Мазунов                      |
| 2014 | Улицы разбитых фонарей 14        | Варламов | Виктор Шкуратов                    |
| 2014 | Чужой район 3                    | Никодимов | Богдан Дробязко                    |
| 2015 | Внутреннее расследование         | Пётр Карлович Романов, генерал-лейтенант полиции, заместитель министра внутренних дел России/начальник ГУСБ России по Санкт-Петербургу и Ленинградской области    | Вадим Саетгалиев                   |
| 2015 | Невский                          | Гаврилов, предприниматель | Андрей Коршунов                    |
| 2015 | Шеф. Новая жизнь                 | Николай Антонович Арефьев, генерал-лейтенант полиции, начальник ГУ МВД России по г. Петровску/начальник ГУ МВД России по Санкт-Петербургу и Ленинградской области | Олег Ларин                         |
| 2015 | Береговая охрана 2               | Маркес | Максим Бриус                       |
| 2015 | Ищейка                           | Доктор-нарколог Михаил Богдасаров | Дмитрий Брусникин                  |
| 2015 | Высокие ставки                   | Генерал Черепанов | Богдан Дробязко                    |
| 2015 | Город особого назначения         | Начальник | Денис Нейманд                      |
| 2015 | Такая порода                     | Букетов | Артём Мазунов                      |
| 2015 | Истина в вине                    | Петров | Дмитрий Сорокин                    |
| 2016 | Казаки                           | Бессонов | Станислав Мареев                   |
| 2016 | Восхождение на Олимп             | Сагайдачный, полковник КГБ | Сергей Щербин                      |
| 2016 | Куба                             | Владимир Сергеевич Южин, генерал-майор полиции | Андрей Щербинин                    |
| 2016 | Цыганское счастье                | Проклов | Рамиль Сабитов                     |
| 2016 | Истина в вине, 2                 | Адвокат Петров | Дмитрий Сорокин                    |
| 2017 | Инспектор Купер. Невидимый враг  | Ректор Назаров | Сергей Артимович                   |
| 2017 | Шеф. Игра на повышение           | Николай Антонович Арефьев, генерал-полковник полиции, заместитель министра внутренних дел России                                                                  | Олег Ларин                         |
| 2017 | Пляж. Жаркий сезон               | Гуров | Леонид Белозорович                 |
| 2018 | Ласточка                         | Дед | Денис Карро                        |
| 2018 | Расплата                         | Главврач | Дарья Полторацкая                  |
| 2018 | Под напряжением                  | Георгий Сергеевич, адвокат | Станислав Мареев                   |
| 2018 | Реализация                       | Владимир Олегович Батраков, генерал-майор полиции, начальник ГУ МВД России по Санкт-Петербургу и Ленинградской области                                            | Виктор Шкуратов                    |
| 2018 | Батальон                         | Начальник штаба НАТО | Алексей Быстрицкий                 |
| 2018 | Юристы                           | Ильин | Павел Игнатов                      |
| 2018 | Хор                              | посетитель ресторана | Алёна Райнер                       |
| 2019 | Анонимный детектив               | министр внутренних дел | Алексей Карелин, Михаил Вассербаум |
| 2019 | Балабол-3                        | Бочар | Владимир Мельник                   |
| 2019 | Крепкие орешки                   | Эдуард Петрович | Сергей Щербин                      |
| 2019 | Лихач                            | Скупщик | Андрей Коршунов                    |
| 2020 | Свои-3                           | Кузьмич | Алан Дзоциев                       |
| 2020 | Склифосовский (8 сезон)          | Директор | Юлия Краснова                      |
| 2020 | Спасская                         | Ерипихин | Владимир Шевельков                 |
| 2020 | Сто лет пути                     | Владимир Николаевич Коковцев, министр финансов России | Пётр Амелин                        |
| 2020 | Тайны следствия-20               | Главврач | Егор Абросимов                     |
| 2020 | Шугалей                          | Халифа Белкасим Хафтар | Денис Нейманд                      |
| 2020 | Шугалей 2                        | Халифа Белкасим Хафтар | Максим Бриус                       |
| 2021 | Брат во всём                     | Нейрофизиолог | Александр Золотухин                |
| 2021 | Великолепная пятерка-4           | Михаил Соломатин | Андрей Щербинин                    |
| 2021 | Тайны следствия-21               | Горлов, ювелир | Максим Демченко                    |
| 2021 | Шеф. Возвращение                 | Николай Антонович Арефьев, генерал-полковник полиции в отставке, бывший министр внутренних дел России, пенсионер                                                  | Михаил Вассербаум                  |
| 2022 | Бим-2                            | Леон Арапу, цыганский барон | Павел Дроздов                      |
| 2022 | Дельфин. Продолжение             | Сергей Олегович Жуков, капитан корабля | Денис Елеонский                    |
| 2022 | За семью печатями                | Кулешов | Роман Просвирнин                   |
| 2022 | Крепкие орешки-2                 | Эдуард Петрович | Андрей Коршунов, Михаил Вассербаум |
| 2022 | Обещание                         | Борис Ильин | Рей Ред                            |
| 2022 | Орлинская. Стрелы Нептуна        | Николай Филиппович, отец Орлинской | Наталия Микрюкова                  |
| 2022 | Орлинская. Тайна Венеры          | Николай Филиппович, отец Орлинской | Наталия Микрюкова                  |
| 2022 | Отец (короткометражный фильм)    | Филипп |                                    |
| 2022 | Чужая стая. Невидимый враг       | Монах | Александр Калугин                  |
| 2023 | Крепкие орешки-3                 | Эдуард Петрович | Максим Бриус                       |
| 2023 | На страже пляжа-2                | Бугров | Акаки Сахелашвили                  |
| 2023 | Праведник                        | Человек Юдендрата-2 | Сергей Урсуляк                     |
| 2023 | Сыщицы. Нож в спину              | Игорь Филиппович Кротов | Дмитрий Магонов                    |
| 2023 | Уар (короткометражный)           | Узник-медведь/ Царь |                                    |
| 2023 | Шеф. Мужская работа              | Николай Антонович Арефьев, генерал-полковник полиции в отставке, пенсионер                                                                                        | Арменак Назикян                    |
| 2024 | Крепкие орешки-4                 | Эдуард Петрович | Сергей Щербин                      |
| 2024 | Майор и Меймун                   | Коля-Моряк | Максим Кубринский                  |
| 2024 | Орлинская. Козни Амура           | Николай Филиппович, отец Орлинской | Алексей Праздников                 |
| 2024 | Орлинская. Молния Зевса          | Николай Филиппович, отец Орлинской | Алексей Праздников                 |
| 2024 | Пять минут тишины. Море и горы   | Шереметев | Наталия Микрюкова                  |
| 2025 | Лицемеры-2                       | Вадим Светлов | Ульяна Жмурко                      |
| 2025 | Любовь и Голубевы                | Дмитрий Кириллович |                                    |
| 2025 | Пираты 21 века                   | Капитан |                                    |
| 2025 | Танцы на стекле                  | Егор |                                    |
| 2025 | Хроники русской революции        | Пожилой господин | Андрей Кончаловский                |
| 2025 | Шеф-7                            | Николай Антонович Арефьев, генерал-полковник полиции в отставке, пенсионер                                                                                        | Михаил Вассербаум                  |